# Liga Norte Toscana
La Liga Norte Toscana (Lega Nord Toscana) (LNP) es un partido político italiano. Creado en 1987, desde 1991 es la federación de la Liga Norte en la región de la Toscana.

## Historia
Fundado en 1987 como Movimiento por la Toscana (Movimento per la Toscana) (MPT), en 1988 cambió su nombre a Alianza Toscana (Alleanza Toscana) (AT). 
El partido participó en las elecciones al Parlamento Europeo de 1989 como parte de la coalición Liga Lombarda-Alianza Norte. Entre 1989 y 1990, justo antes de las elecciones regionales, participó en el proceso que originó la Liga Norte en febrero de 1991 a partir de la unión de varios partidos regionalistas del norte de Italia. Desde entonces tomó el nombre actual y siendo la federación de la Liga Norte en la Toscana.
En las elecciones generales de 1992, 1994 y 1996 obtuvo un diputado. Mientras tanto su líder Tommaso Fragassi renunciaba a la secretaria del partido en rechazado a la alianza entre la LN y el Polo de las Libertades. En 1995, cuando la alianza se rompió, Riccardo Fragassi se escindió en protesta por este hecho, creando la Alianza Federalista Toscana, que en 2005 se reintegraría en la LNT.
En las elecciones generales de 2008 el partido logró de nuevo un diputado, y en las elecciones al Parlamento Europeo de 2009 un eurodiputado. En 2010 la LNT entró por primera vez el Consejo Regional de la Toscana, con cuatro consejeros. En diciembre de 2011, un grupo liderado por dos de los consejeros regionales se escindió por desavenencias internas y creó Identidad Toscana. En octubre de 2012 los dos consejeros restantes fueron expulsados del partido, quendándose la LNT sin representación regional.